# Ferrières (Oise)
Ferrières település Franciaországban, Oise megyében. Lakosainak száma 446 fő (2022. január 1.). Ferrières Crèvecœur-le-Petit, Dompierre, Godenvillers, Maignelay-Montigny, Royaucourt és Welles-Pérennes községekkel határos.

## Népesség
A település népességének változása:
| Lakosok száma | 517  | 508  | 497  | 480  | 473  | 473  | 468  | 457  | 446  |
|               | 2013 | 2015 | 2016 | 2017 | 2018 | 2019 | 2020 | 2021 | 2022 |